# Nati nel 750
| Questa pagina contiene informazioni ricavate automaticamente dalle voci biografiche con l'ausilio del template Bio e di un bot. L'aggiornamento è periodico e automatico e ricostruisce completamente la pagina. Se manca una persona in questa lista, sei pregato di non aggiungerla, ma accertati piuttosto che la sua voce biografica contenga il template Bio e che i dati anagrafici siano correttamente compilati. Se il template Bio manca, inseriscilo tu stesso o, in alternativa, metti l'avviso {{tmp\|Bio}} che ne segnala la mancanza. Se i dati riportati sono sbagliati, correggi direttamente la voce biografica; le modifiche saranno visibili in questa lista entro pochi giorni. Per chiarimenti vedi il progetto biografie. La lista contiene solo le 7 persone che sono citate nell'enciclopedia e per le quali è stato implementato correttamente il template Bio. Pagina aggiornata al 13 gen 2025. |

- 25 gennaio - Leone IV il Cazaro, imperatore bizantino († 780)
- Antusa di Costantinopoli († 801)
- Bermudo I delle Asturie, re († 797)
- Isanbard, conte
- Papa Leone III, papa, cardinale e santo italiano († 816)
- Abd al-Malik ibn Salih, generale arabo († 812)
- Tawdurus Abu Qurra, vescovo cristiano orientale siro († 823)